# Жанторо Сатибалдиев
Жанторо Жолдошевич Сатибалдиев (на киргизки: Жантөрө Жолдошевич Сатыбалдиев) е киргизстански политик, министър-председател на Киргизстан от 6 септември 2012 г. до 25 март 2014 г.

## Биография
Жанторо Сатибалдиев е роден на 6 януари 1956 г. в село Мирза-Аки, Ошка област. През 1979 г. се дипломира във Фрузенския политехнически институт и започва работа като ръководител на обект в Алайското пътно-строително управление. От 1980 до 1985 г. е ръководител на Узгенския пътно-строителен отдел. От 1985 до 1992 г. е главен инженер и управител на тръста „Юждортрансстрой“. След това е назначен за първи заместник-министър по транспорта на Киргизстан.
През 1996 г. е назначен за генерален директор на Генералната дирекция по поддръжка на пътя Бишкек – Ош, а през 1997 г. е избран за министър на транспорта на Киргизстан.
От 2000 до 2001 г. е ръководител на държавната администрация на Ош, а от 2001 до 2003 г. е кмет на местното самоуправление на града. От 2003 до 2004 г. е специален представител на президента на републиката по енергийна безопасност. От 2005 до 2006 г. е член на Парламента на Република Киргизстан. От ноември 2006 до 2007 г. е ръководител на държавната администрация на Ошка област и губернатор, представител на президента за южния регион.
От 2010 до 2011 г. е заместник министър-председател на Република Киргизстан и генерален директор на Държавната дирекция за възстановяване и развитие за градовете Ош и Джалал Абад. От декември 2011 до септември 2012 г. е ръководител на администрацията на президента на Република Киргизстан. От 6 септември 2012 г. е министър-председател на Киргизстан.

### Министър-председател
Парламентът на Киргизстан избира Сатибалдиев за министър-председател на 5 септември 2012 г. със 111 гласа „за“ и 2 гласа „против“. До избирането му се стига, след като коалицията, оглавявана от предишния министър-председател Омурбек Бабанов, се разпада през август след рязко свиване на БВП с 5% между януари и юли 2012 г. и обвинения в корупция.

## Вътрешна политика

### Мини „Кумтор“
На Сатибалдиев се гледа като на технократ, избран да възстанови реда в държавата и да върне инвестициите и доверието в Киргизстан. Сред най-належащите проблеми пред министъра е да се справи с призивите на партията Ата-журт за национализация на златните мини „Кумтор“. Мините са собственост на канадската компания „Центера Голд“ и са сред най-важните фактори за икономиката на Киргизстан, като добиваната от тях продукция носи около 12% от БВП на страната. Свиването на икономиката на държавата до голяма степен се дължи на намалената продукция от мините.
Премиерът е изправен пред сериозна критика от по-бедните, националистически настроени южни части на страната, особено от Джалал Абад. Въпреки критиката през октомври 2012 г. Сатибалдиев посещава мините и дава уверение, че те няма да се национализират. Наблюдатели отбелязват, че не се изисква национализация на мините, за да се изпълнят обещанията на премиера за намаляване на бедността.
На 20 май 2013 г. протестиращи нахлуват в мините с искания за национализация, при което са ранени около 50 души. В отговор на протестите Сатибалдиев заявява, че правителството ще намери начин да увеличи приходите от мините, без значение дали ще се постигне чрез увеличение на таксите или по някакъв друг начин.